# Nya fortet

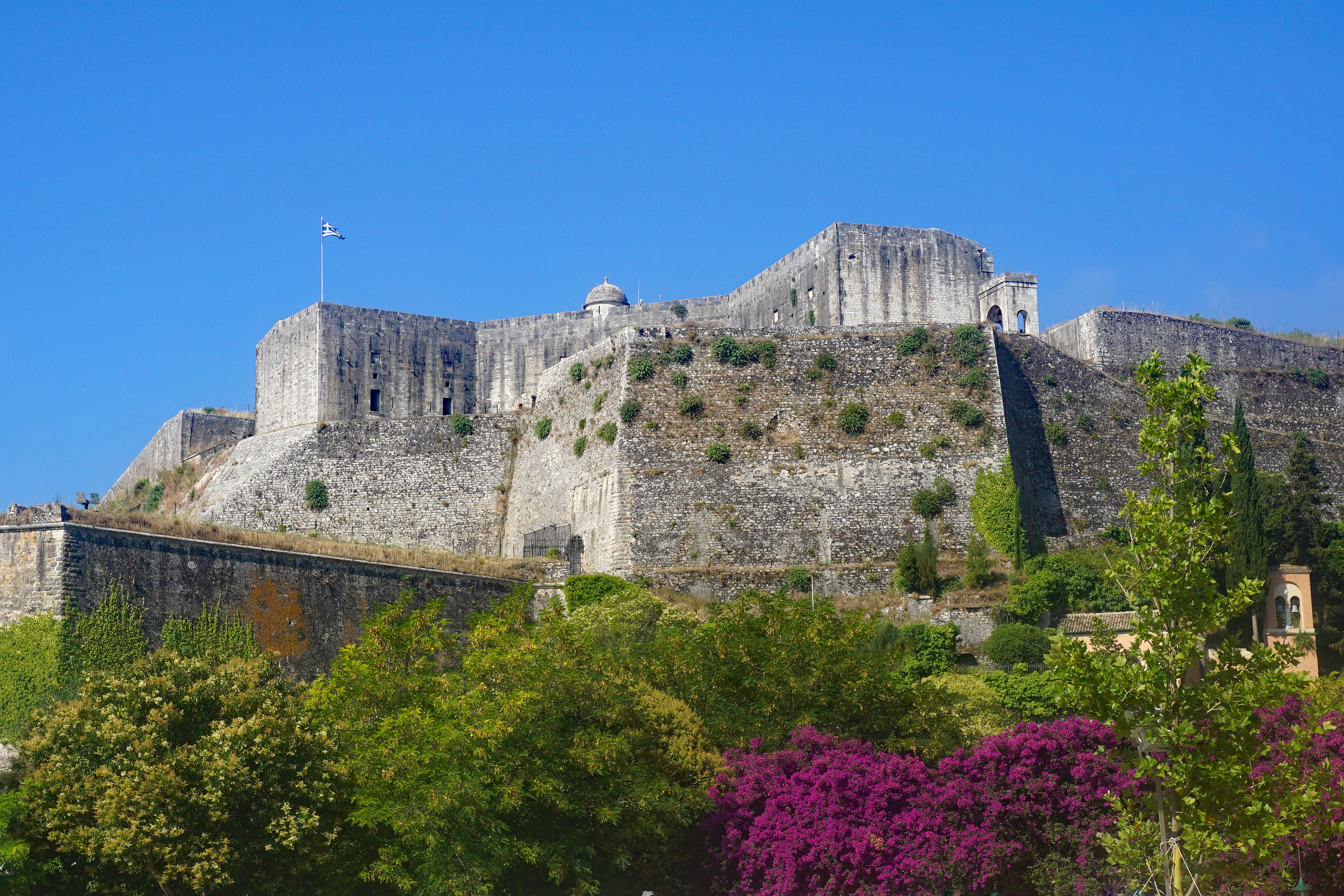
Vy över Nya fortet

Nya fortet (grekiska: Νέο Φρούριο) är en venetiansk fästning i Korfu stad på ön Korfu i Grekland. Fortet byggdes under perioden 900 f.Kr.-1863. Den ursprungliga arkitekten var militäringenjören Ferrante Vitelli. De nuvarande byggnaderna som finns i fästningen byggdes under britternas styre av staden (1815-63). 
På toppen av fortet finns en stenbyggnad som användes för försvar och en tegelbyggnad som i modern tid fungerar som huvudkontoret för Korfus sjöstation. 